# Antonia Thomas
Antonia Laura Thomas (* 3. listopadu 1986, Londýn, Spojené království) je britská herečka. Její nejznámější role je Alisha Daniels v dramatickém a komediálním seriálu Misfits: Zmetci a role Evie v komediálním seriálu Lovesick.

## Osobní život
Navštěvovala Bristol Old Vic Theatre School, kde studovala obor herectví a absolvovala v roce 2009. Byla členkou divadelní společnosti National Youth Theatre.

## Herecká kariéra
V roce 2009 byla obsazena do role Alishy Bailey v seriálu Misfits. Do role byla obsazena den poté, co odešla z Bristol Old Vic Theatre School. Potvrdila svůj odchod ze seriálu po třetí sérii. Řekla že již nebude účinkovat ve čtvrté sérii, ačkoliv ji seriál velice bavil a měla ho ráda.
V únoru 2012 si zahrála ve videoklipu od Coldplay s názvem Charlie Brown z desky Mylo Xyloto. Od roku 2014 hraje v netflixovém komediálním seriálu Lovesick. V roce 2017 začala hrát v lékařském dramatickém seriálu stanice ABC The Good Doctor.

## Filmografie

### Film
| Rok  | Název              | Role            | Poznámky            |
| ---- | ------------------ | --------------- | ------------------- |
| 2008 | My World           | Dívka           | krátkometrážní film |
| 2012 | Eight Minutes Idle | Adrienne        |                     |
| 2012 | Spike Island       | Lisa            |                     |
| 2013 | Slunce nad Leithem | Yvonne          |                     |
| 2013 | Jak je, Cartere?   | Mischa          |                     |
| 2013 | Scintilla          | Steinmann       |                     |
| 2013 | Air                |                 | krátkometrážní film |
| 2014 | Northern Soul      | Angela          |                     |
| 2014 | The Hybrid         |                 |                     |
| 2015 | Poslední přežije   | Naomi Rosenbaum |                     |
| 2016 | FirstBorn          | Charlie         |                     |
| 2017 | Rearview           | Nicky           |                     |

### Televize
| Rok        | Název           | Role             | Poznámky             |
| ---------- | --------------- | ---------------- | -------------------- |
| 2009–2011  | Misfits: Zmetci | Alisha Daniels   | hlavní role, 21 dílů |
| 2010       | The Deep        | Maddy            | 3 díly               |
| 2010       | Stanley Park    | Sadie            | TV film              |
| 2012       | Homefront       | Tasha Raveley    | 6 dílů               |
| 2014       | Fleming         | jazzová zpěvačka | mini-seriál          |
| 2014       | Kurýr           | Ferrera          | díl: „The Diva“      |
| 2014–dosud | Lovesick        | Evie             | 14 dílů              |
| 2015       | Tři mušketýři   | Samara Alaman    | 2 díly               |
| 2015       | Teletubbies     | vypravěč (hlas)  |                      |
| 2017–dosud | The Good Doctor | Dr. Claire Brown | hlavní role          |

### Hudební videoklipy
| Rok  | Název           | Umělec   | Role  |
| ---- | --------------- | -------- | ----- |
| 2008 | „Charlie Brown“ | Coldplay | dívka |